# دوري ميانمار الوطني 2013
دوري ميانمار الوطني 2013 هو الموسم 6 من دوري ميانمار الوطني. أقيم خلال الفترة 5 يناير 2013 وحتى 5 أغسطس 2013، وأشرف على تنظيمه الاتحاد الآسيوي لكرة القدم، وكان عدد الأندية المشاركة فيه 12، وفاز فيه نادي يانغون يونايتد.